# Vuelta a La Rioja 2012
La 52.ª edición de la Vuelta a La Rioja se disputó el domingo 22 de abril de 2012 por un circuito por la La Rioja, Álava y Navarra; con inicio, un paso y final en Logroño, sobre un trazado de 190,9 km. Destacó que casi la mitad del kilometraje se desarrolló fuera de su propia comunidad autónoma de referencia y que todos los pasos de montaña se encontraron en Álava.
Recorrió Villamediana de Iregua, Alberite, Albelda de Iregua, Sorzano, Sojuela, Medrano, Daroca de Rioja, Hornos de Moncalvillo, Sotés, Ventosa, Huércanos, Elciego, Laguardia, El Villar de Álava, Alto de la Aldea, Meano, Bernedo, Cabredo. Alto de Lapoblación, Meano, Yécora, Lanciego, Lapuebla de Labarca, Restaurante Plaza 6 (sprint especial, Fuenmayor), Navarrete, Entrena, Lardero, Logroño, Moreda de Álava, Alto de Labraza, Barriobusto, Alto de Moncaletre, Oyón y Logroño. Hubo cuatro puertos de montaña, todos de tercera categoría: La Aldea (km 80, cima Félix Iglesias), La Población (km 98), Labraza (km 166), Moncaletre (km 172). Los dos últimos se escalaron en la edición de 2011, también en la parte final del trayecto. Hubo dos sprints especiales: Fuenmayor (km 126) y Lardero (km 144).
La prueba perteneció al UCI Europe Tour 2011-2012 de los Circuitos Continentales UCI, dentro de la categoría 1.1.
Participaron 11 equipos. Los 2 equipos españoles de categoría UCI ProTeam (Movistar Team y Euskaltel-Euskadi); los 2 de categoría Profesionales Continentales (Andalucía y Caja Rural); y los 2 de categoría Continental (Burgos BH-Castilla y León y Orbea Continental). En cuanto a representación extranjera, estuvieron 5 equipos: los Continentales del EPM-UNE, Team Bonitas, Lokosphinx, Jamis-Sutter Home y Gios Deyser-Leon Kastro. Formando así un pelotón de 86 ciclistas, con 8 corredores cada equipo (excepto el Jamis-Sutter Home que salió con 6).
El ganador final fue Evgeny Shalunov (quien además se hizo con las clasificaciones de los sprints especiales, combinada y sub-23) tras finalizar con éxito su fuga iniciada a más de 70 km de meta, los primeros 50 km en compañía de Alexander Ryabkin (vencedor de la clasificación de las metas volantes). Le acompañaron en el podio Pablo Urtasun y Mikhail Antonov, compañero de equipo de Evgeny, respectivamente, que encabezaron un terceto perseguidor que lo completaba Giovanni Báez.
En la otra clasificación secundaria se impuso Camilo Suárez (montaña).

## Clasificación final
| \| Posición \| Ciclista \| Equipo \| Tiempo \| \| -------- \| -------------------- \| ----------------- \| ---------- \| \| 1. \| Evgeny Shalunov \| Lokosphinx \| 4h 48' 41" \| \| 2. \| Pablo Urtasun \| Euskaltel-Euskadi \| +28" \| \| 3. \| Mikhail Antonov \| Lokosphinx \| m.t. \| \| 4. \| Giovanni Báez \| EPM-UNE \| +30" \| \| 5. \| Aitor Galdós \| Caja Rural \| +54" \| \| 6. \| Enrique Sanz \| Movistar Team \| m.t. \| \| 7. \| Mikel Landa \| Euskaltel-Euskadi \| m.t. \| \| 8. \| José Vicente Toribio \| Andalucía \| m.t. \| \| 9. \| Garikoitz Bravo \| Caja Rural \| m.t. \| \| 10. \| Iván Velasco \| Euskaltel-Euskadi \| m.t. \| |                      |                   |            |
| Posición | Ciclista             | Equipo            | Tiempo     |
| 1. | Evgeny Shalunov      | Lokosphinx        | 4h 48' 41" |
| 2. | Pablo Urtasun        | Euskaltel-Euskadi | +28"       |
| 3. | Mikhail Antonov      | Lokosphinx        | m.t.       |
| 4. | Giovanni Báez        | EPM-UNE           | +30"       |
| 5. | Aitor Galdós         | Caja Rural        | +54"       |
| 6. | Enrique Sanz         | Movistar Team     | m.t.       |
| 7. | Mikel Landa          | Euskaltel-Euskadi | m.t.       |
| 8. | José Vicente Toribio | Andalucía         | m.t.       |
| 9. | Garikoitz Bravo      | Caja Rural        | m.t.       |
| 10. | Iván Velasco         | Euskaltel-Euskadi | m.t.       |